# Rapariegos
Rapariegos és un municipi de la província de Segòvia, a la comunitat autònoma de Castella i Lleó.

## Demografia
| 2001 | 2004 | 2007 |
| ---- | ---- | ---- |
| 289  | 263  | 246  |